# Premio Internacional Neustadt de Literatura
El Premio Internacional Neustadt de Literatura (Neustadt International Prize for Literature en inglés) es un premio literario estadounidense, otorgado desde 1969, destinado a consagrar novelistas, poetas o dramaturgos. 
Es bienal, está patrocinado por la Universidad de Oklahoma y por la revista World Literature Today. Como el Premio Nobel de Literatura, está concedido por la obra del autor. Los premios son  50.000 dólares, un certificado y un trofeo (una pluma de águila de plata). El premio está garantizado en perpetuidad por la familia Neustadt.
Los candidatos son seleccionados por un jurado y no están limitados por región geográfica, idioma o género.

## Ganadores del Premio Neustadt
| Año  | Nombre                   | Nacionalidad            | Idioma(s)     |
| ---- | ------------------------ | ----------------------- | ------------- |
| 1970 | Giuseppe Ungaretti       | Italia                  | italiano      |
| 1972 | Gabriel García Márquez   | Colombia                | español       |
| 1974 | Francis Ponge            | Francia                 | francés       |
| 1976 | Elizabeth Bishop         | Estados Unidos          | inglés        |
| 1978 | Czesław Miłosz           | Polonia                 | polaco        |
| 1980 | Josef Škvorecký          | Checoslovaquia / Canadá | checo         |
| 1982 | Octavio Paz              | México                  | español       |
| 1984 | Paavo Haavikko           | Finlandia               | finés         |
| 1986 | Max Frisch               | Suiza                   | alemán        |
| 1988 | Raja Rao                 | India / Estados Unidos  | inglés        |
| 1990 | Tomas Tranströmer        | Suecia                  | sueco         |
| 1992 | João Cabral de Melo Neto | Brasil                  | portugués     |
| 1994 | Kamau Brathwaite         | Barbados                | inglés        |
| 1996 | Assia Djebar             | Argelia                 | francés       |
| 1998 | Nuruddin Farah           | Somalia                 | inglés        |
| 2000 | David Malouf             | Australia               | inglés        |
| 2002 | Álvaro Mutis             | Colombia                | español       |
| 2004 | Adam Zagajewski          | Polonia                 | polaco        |
| 2006 | Claribel Alegría         | Nicaragua / El Salvador | español       |
| 2008 | Patricia Grace           | Nueva Zelanda           | inglés        |
| 2010 | Duo Duo                  | China                   | chino         |
| 2012 | Rohinton Mistry          | India / Canadá          | inglés        |
| 2014 | Mia Couto                | Mozambique              | portugués     |
| 2016 | Dubravka Ugrešić         | Croacia / Países Bajos  | croata        |
| 2018 | Edwidge Danticat         | Estados Unidos / Haití  | inglés        |
| 2020 | Ismail Kadaré            | Albania                 | albanés       |
| 2022 | Boubacar Boris Diop      | Senegal                 | wolof francés |
| 2024 | Ananda Devi              | Mauricio                | francés       |